# Molekularelektronik
Molekularelektronik beschreibt eine Weiterentwicklung der Mikroelektronik, bei der die einzelnen Bauelemente durch Ausnutzung atomarer Wechselwirkungen in Molekülen realisiert werden.

## Definition
Die Definition des Begriffs „Molekularelektronik“ wird in vielen Veröffentlichungen so weit gefasst, dass neben konjugierten organischen sowie anorganischen Molekülen wie etwa Fullerene (z. B. als elektromechanische Verstärker) zusätzlich auch Nanostrukturen wie Kohlenstoff-Nanoröhren (z. B. in der Funktion von Transistoren für logische Schaltungen) oder eindimensional kristallisierte metallische Halbleiter in Form von Nanodrähten (z. B. in der Funktion von Transistoren, Nanosensoren oder Nano-Leuchtdioden) als sogenannte „Elemente auf molekularer Skala“ mit eingeschlossen werden. Nach dieser Konvention (vgl. z. B.) ist für eine Einordnung unter den Begriff „Molekularelektronik“ nicht der Molekülcharakter entscheidend, sondern allein die Tatsache, dass einzelne nanoskopische Elemente vorliegen, die individuell als funktionelle Einheit dienen. Die Quellenverweise und Beispiele im folgenden Überblick beschränken sich jedoch allein auf Bezüge zu organischen Molekülen, um deren Verwendungsmöglichkeiten für die Elektronik zu verdeutlichen.

## Einteilung

### Monomolekularelektronik
Kennzeichnend ist, dass jedes einzelne Molekül als funktionelles Element wirkt. Die Entwicklung einer Mono-Molekularelektronik steht im Kontext des Miniaturisierungstrends in der Herstellung elektronischer Halbleitersysteme und verfolgt in diesem Rahmen das Ziel einer extrem miniaturisierten Nanoelektronik.
Zu den bislang realisierten monomolekularen Funktionselementen zählen insbesondere molekulare Drähte, Schalter (z. B. als Informationsspeicher), Dioden oder molekulare Spin-Kanäle zwischen Quantenpunkten. Als prominente Techniken zur Kontaktierung einzelner Moleküle gelten Verfahren wie die Rastersondenmikroskopie, in der funktionalisierte AFM-Spitzen bzw. STM-Spitzen als Gegenelektroden dienen, sowie die Bruchstellenüberbrückung (break junction) oder die Selbstassemblierung von Monolagen zwischen zwei Elektrodenschichten.

### Supramolekularelektronik
Kennzeichnend ist, dass abgegrenzte, nicht-kovalente Verbände von Molekülen jeweils als individuelle funktionelle Einheit wirken. Die Strategie des self-assembly von Molekülen zu leitfähigen supramolekularen Einheiten steht dabei oft im Kontext des bottom-up-Ansatzes zur Erzeugung nanoelektronischer Strukturen und kann mit verschiedenen Ansätzen verfolgt werden. Zu diesen Ansätzen zählt neben dem direkten self-assembly auch das co-assembly, das hierarchische self-assembly oder das self-assembly verschiedener Moleküle zu einer mechanisch ineinandergreifenden supramolekularen Einheit.
Verschiedene prominente Ansätze zur Erzeugung elektronisch aktiver supramolekularer Einheiten basieren auf der Bildung von Flüssigkristallen mit kolumnarer Phase, in denen elektrisch leitfähige supramolekulare Säulen (columns) prinzipiell als einzelnes funktionelles Element wirken können. Zu diesen Ansätzen zählt z. B. das self-assembly von funktionalisierten Hexabenzocoronen zu leitfähigen Säulen, die als voneinander isolierte supramolekulare Nanodrähte vorgeschlagen werden. Ein anderer Ansatz verfolgt die Erzeugung leitfähiger supramolekularer Säulen über das self-assembly funktionalisierter Dendron-Moleküle. Dabei gewährleisten aromatische Moleküle im Kern der Säulen die Mobilität von Ladungsträgern. Alternativ kann auch ein co-assembly von funktionalisierten Dendron-Molekülen mit durch aromatische Moleküle funktionalisierten Polymeren dergestalt erreicht werden, dass über Donor-Akzeptor-Interaktionen die Polymerketten im Zentrum der Säule eingebaut werden. In beiden Fällen ergibt sich ein leitfähiges eindimensionales System, so dass individuelle Säulen als Elemente (z. B. Nanodrähte) für eine supramolekulare Elektronik in Frage kommen – sofern sie unabhängig adressiert werden können.
Ein Beispiel für hierarchisches self-assembly zur Bildung leitfähiger supramolekularer Einheiten stellt ein Ansatz dar, in dem Moleküle, die aus zwei Untereinheiten bestehen – einem Oligomer als Halbleiter und einem Monomer als Kopplungselement – durch Wasserstoffbrückenbindungen zwischen den Kopplungselementen dimerisieren. Diese Dimere bilden ihrerseits durch self-assembly helikale Säulen, die sich prinzipiell als supramolekulare elektronische Funktionselemente eignen. Ansätze, in denen verschiedene Moleküle mechanisch ineinandergreifen und dadurch eine elektronisch aktive supramolekulare Struktur bilden, basieren z. B. auf Rotaxanen oder Catenanen. Diese supramolekularen Einheiten – Prototypen künstlicher molekularer Maschinen – besitzen die Eigenschaft, als einzelne elektromechanische Schalter wirksam zu werden – eine Eigenschaft, die sich für die für logische Funktionen oder Informationsspeicherungen nutzen lässt.